# Liste nationaler Eishockeymeister 2007
Diese Liste enthält die Landesmeister im Herren-Eishockey der Saison 2006/2007 bzw. 2007. Aufgeführt sind nationale Meister der Länder, die Vollmitglied der IIHF sind oder in der IIHF-Weltrangliste geführt werden. Ersatzweise wird der Gewinner der höchsten Profiliga aufgeführt, wenn ein nationaler Meister nicht explizit ermittelt wird (z. B. NHL-Gewinner in Nordamerika oder ALIH-Sieger in Ostasien).

## Deutschland, Österreich und Schweiz
| Wettbewerb     | Meister              | Vizemeister         | Absteiger         |
| DEL 2006/07    | Adler Mannheim       | Nürnberg Ice Tigers | geschlossene Liga |
| ÖEL 2006/07    | EC Red Bull Salzburg | EC VSV              |                   |
| Nationalliga A | HC Davos             | SC Bern             | keiner            |

## Europa
| Land/Meisterschaft     | Liganame                  | Meister                         | Finalgegner              |
| Belarus                | Extraliga                 | HK Dinamo Minsk                 | HK Keramin Minsk         |
| Belgien                | Eredivisie                | White Caps Turnhout             | IHC Leuven               |
| Bulgarien              | Bulgarische Eishockeyliga | Akademika Sofia                 | HK Lewski Sofia          |
| Dänemark               | Oddset Ligaen             | Herning Blue Fox                | AaB Ishockey             |
| Estland                | Meistriliiga              | Tallinn Stars                   | Tartu Välk 494           |
| Finnland               | SM-liiga 2006/07          | Oulun Kärpät                    | Jokerit                  |
| Frankreich             | Ligue Magnus              | Brûleurs de Loups de Grenoble   | HC Morzine-Avoriaz       |
| Großbritannien         | Elite League              | Nottingham Panthers             | Cardiff Devils           |
| Italien                | Serie A1                  | SG Cortina                      | HC Milano Vipers         |
| Island                 | Isländische Eishockeyliga | Skautafélag Reykjavíkur         | Skautafélag Akureyrar    |
| Kasachstan             | Kasachische Meisterschaft | Kaszink-Torpedo Ust-Kamenogorsk | Kasachmys Satpajew       |
| Kroatien               | Kroatische Meisterschaft  | KHL Medveščak Zagreb*           | KHL Mladost Zagreb       |
| Lettland               | Virsliga                  | HK Riga 2000                    | ASK/Ogre                 |
| Litauen                | Litauische Eishockeyliga  | Energija Elektrenai             | SC Energija II           |
| Luxemburg              |                           | Tornado Luxembourg              |                          |
| Niederlande            | Eredivisie                | DESTIL Trappers Tilburg         | Vadeko Flyers Heerenveen |
| Norwegen               | GET-ligaen                | Vålerenga IF                    | Storhamar Dragons        |
| Polen                  | Ekstraklasa               | Podhale Nowy Targ               | GKS Tychy                |
| Rumänien               | 1. Liga                   | SC Miercurea Ciuc               | Steaua Bukarest          |
| Russland               | Superliga                 | HK Metallurg Magnitogorsk       | AK Bars Kasan            |
| Schweden               | Elitserien                | MODO Hockey                     | Linköpings HC            |
| Serbien und Montenegro | Serbische Eishockeyliga   | HK Partizan Belgrad             | HK Vojvodina Novi Sad    |
| Slowakei               | Extraliga                 | HC Slovan Bratislava            | HC Dukla Trenčín         |
| Slowenien              | Slowenische Eishockeyliga | HDD Olimpija Ljubljana          | HK Slavija Ljubljana     |
| Spanien                | Superliga                 | CG Puigcerdà                    | CH Jaca                  |
| Tschechien             | Extraliga                 | HC Sparta Prag                  | HC Moeller Pardubice     |
| Ukraine                | Wyschtscha Liha           | HK ATEK Kiew                    | HK Berkut                |
| Ungarn                 | Borsodi Jégkorong Liga    | Alba Volán Fevita*              | Dunaújvárosi Acélbikák   |

## Außereuropäische Ligen
| Land/Meisterschaft | Liganame                    | Meister                   | Finalgegner           |
| Armenien           |                             | Urartu Jerewan            |                       |
| Asien (JP, CN, KR) | ALIH                        | Nippon Paper Cranes       | Seibu Prince Rabbits* |
| Australien         | AIHL1                       | AIHL Bears                |                       |
| China              |                             | Harbin                    |                       |
| Indien             |                             | Rimo club Leh             |                       |
| Israel             |                             | Haifa Hawks               |                       |
| Japan              |                             | Cranes Kushiro            |                       |
| Kanada             | Memorial Cup                | Vancouver Giants          | Medicine Hat Tigers   |
| Kanada             | Allan Cup                   | Lloydminster Border Kings | Whitby Dunlops        |
| Malaysia           |                             | Inferno Ice Kuala Lumpur  |                       |
| Mexiko             |                             | San Jeronimo Osos         |                       |
| Mongolei           |                             | Ulaanbaatar               |                       |
| Neuseeland         | NZIHL1                      | Botany Swarm              |                       |
| Nordamerika        | NHL                         | Anaheim Ducks             | Ottawa Senators       |
| Nordamerika        | AHL                         | Hamilton Bulldogs         | Hershey Bears*        |
| Nordkorea          |                             | Pyongchol                 |                       |
| Südafrika          | Interprovincial Tournament1 | Western Gauteng           |                       |
| Südkorea           |                             | Yonsei University         |                       |
| Taiwan             |                             | Taipei Bears              |                       |
| Türkei             | Superliga                   | Kocaeli Spor Külübü       |                       |
| Vereinigte Staaten | NCAA                        | Michigan State University | Boston College        |

* bezeichnet den jeweiligen Titelverteidiger aus der Vorsaison.

1 Liga wurde im Kalenderjahr 2007 ausgetragen